# IC 1317
IC 1317 ist eine elliptische Galaxie vom Hubble-Typ E im Sternbild Aquila. Sie ist schätzungsweise 177 Millionen Lichtjahre von der Milchstraße entfernt.
Das Objekt wurde am 30. September 1891 von dem Astronomen Rudolf Spitaler entdeckt.